# 喬瑛 (正統進士)
喬瑛（1417年—？），字文玉，河南開封府睢州人，民籍。明朝政治人物。進士出身。

## 生平
河南鄉試第二十名。正統四年（1439年）己未科會試第九十三名，殿試登進士第三甲第五十六名。

## 家族
曾祖父喬欽甫。祖父喬旺。父亲喬林，曾任福建道監察御史。